# Шао Юн
Шао Юн (*邵雍, 21 січня 1011 —27 липня 1077) — китайський філософ та поет часів династії Сун.

## Життєпис
Походив з родини вчених та прихильників буддизму. Народився у 1011 році у м. Фаньян (сучасна провінція Хенань). Спочатку отримав освіту під орудою батька Шао Гу. У 1020 році перебирається до Гунчена, де продовжив навчання. У 1032 році після смерті матері панні Лі стає учнем Лі Чжіцая.
Відхиляв усі пропозиції вступити на державну службу. У 1049 році переїхав до Лояну. Дружив з Сима Гуаном, спілкувався з основоположниками неоконфуцианства — Чжан Цзаєм, Чжоу Дуньї і братами Чен І й Чен Хао. Був противником реформ Ван Аньши. У 1062 році поїхав з Лояну, деякий час подорожував. Помер у 1077 році у м. Сінцзі.

## Філософія
Центральною категорією філософської системи Шао Юна є «Велика межа» (тайцзи). Вона лежить в основі космогенеза. Все, починаючи від «двох зразків» (лян і) — дуальних космічних сил інь-ян, «духу» — шень, «чисел» — шу, «слів»-янь, «сенсів», закінчуючи «темрявою речей», виникає в результаті його послідовного поділу. Процес космогенеза складається з двох сфер — сфери «переднебесного» (сянь тянь) і «післянебесного» (хоу тянь). Ці два етапи космогенеза Шао Юн ототожнив відповідно з двома послідовностями розташування триграм — «переднебесним» (так званий порядок Фу-сі) і «післянебесним» (порядок Вень-вана).
Згідно Шао Юну, «Велика межа» є однією із сторін дао, як і «Велике приховане» (тай сюань) і «Велике єдине» (тай і). Дао — «корінь (бень) Неба і Землі», які, самі належачи до області «оформленого», в свою чергу є «коренем» для усіх речей. Дао наділяє речі «приреченням» (мін), що виявляється в них як структуроутворюючий «принцип» (лі) і «індивідуальна природа» (сін).
Ідеальним суб'єктом пізнання «переднебесного» є «досконаломудрий», який, не відділяючи себе від усього існуючого, разом з тим спочатку відчуває єдність свого «серця (свідомості)» з «переднебесним». Існування усіх об'єктів «післянебесного», зокрема людини, підкоряється числовим закономірностям, що виявляється у символічних (сян) побудовах. Ці уявлення лягли в основу теоретичної системи Шао Юна, яку він називав «вченням про образи і числа» (сяншучжі-сюе), а також «вченням про переднебесне» (сяньтянь-сюе). 
Під впливом буддистських уявлень про зміну кальп Шао Юн створив свою концепцію космічних циклів, що нескінченно повторюються. Згодом її повністю запозичив Чжу Сі. Етапи розвитку циклів виражаються зміною гексаграмм. Математично вивірена бінарна система Шао Юна вразила Лейбніца, який дізнався про неї від єзуїта Йоахіма Буве.

## Поезія
В його віршах відзначено захоплення автора грою в го (вейцзі). Цього він присвятив «Велику оду того, хто дивиться за вейцзі» та «Довгу оду того, хто дивиться за вейцзі».